# Uri Orbach

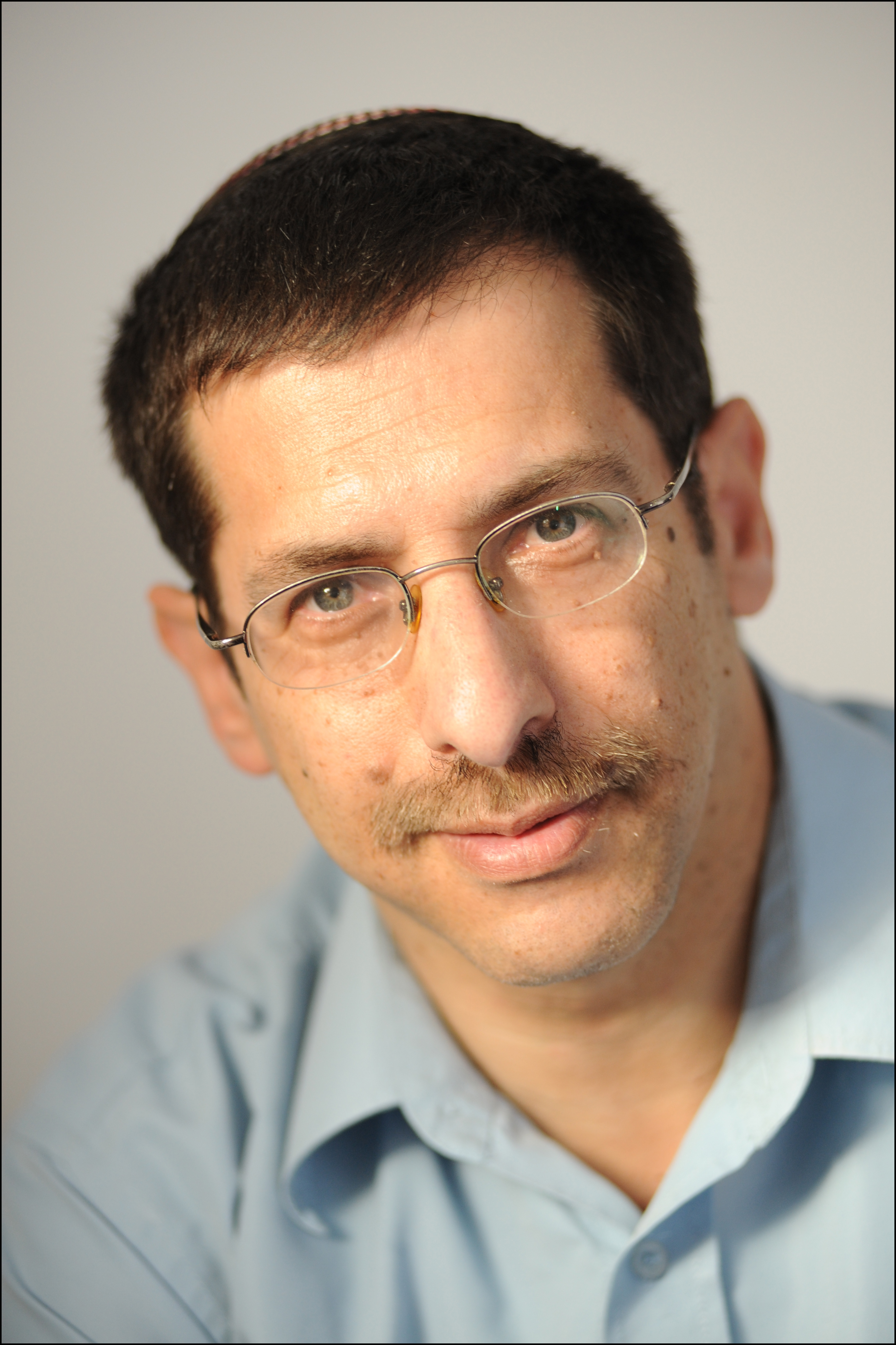
Uri Orbach, 2010

Uri Shraga Orbach, auch Uri Auerbach, hebräisch אורי שרגא אורבך (* 28. März 1960 in Petach Tikwa; † 16. Februar 2015 in Jerusalem), war ein israelischer Politiker der HaBajit haJehudi („Jüdisches Heim“) und Mitglied der Knesset. Nach den Parlamentswahlen im Januar 2013 wurde er im neuen Kabinett von Ministerpräsident Benjamin Netanjahu Minister für Senioren- und Pensionärsangelegenheiten.

## Leben
Vor seinem Einstieg in die Politik war Orbach als Lehrer, Autor und Journalist tätig. Er moderierte die Talkshow The Last Word im Armeeradio und schrieb für die israelische Tageszeitung Jedi’ot Acharonot. 1996 gründete er mit „Kol Chai“ („Lebendige Stimme“) den ersten Radiosender für Ultra-Orthodoxe und gehörte 2003 zu den Begründern des Fernsehsenders „Techelet“ („Hellblau“).
Im Jahr 2008 wechselte Orbach in die Politik und kandidierte bei den Knesset-Wahlen 2009 erfolgreich auf dem dritten Listenplatz der Partei HaBajit haJehudi. Nach den Parlamentswahlen von 2013 ernannte ihn Premierminister Netanjahu zum Minister für Senioren- und Pensionärsangelegenheiten.
Im Januar 2014 gab Orbach bekannt, aufgrund gesundheitlicher Probleme politisch zu pausieren. Er litt an einer seltenen Blutkrankheit. 
Er starb 2015 und hinterlässt eine Ehefrau und vier Kinder. Zuletzt lebte er in Modi’in.

## Werke
Orbach schrieb mehrere Kinderbücher. In englischer Sprache ist erschienen:
- Donkeys on the roof & other stories. Toby Press, London 2010